# Гудланд (Флорида)
Гудланд (енгл. Goodland) насељено је место без административног статуса у америчкој савезној држави Флорида.

## Демографија
По попису из 2010. године број становника је 267, што је 53 (-16,6%) становника мање него 2000. године.
| Група             | 2000.       | 2010.       |
| Белци             | 311 (97,2%) | 260 (97,4%) |
| Афроамериканци    | 1 (0,3%)    | 0 (0,0%)    |
| Азијати           | 1 (0,3%)    | 2 (0,7%)    |
| Хиспаноамериканци | 5 (1,6%)    | 4 (1,5%)    |
| Укупно            | 320         | 267         |